# Rhyacophila coloradensis
Rhyacophila coloradensis är en nattsländeart som beskrevs av Banks 1904. Rhyacophila coloradensis ingår i släktet Rhyacophila och familjen rovnattsländor.

## Underarter
Arten delas in i följande underarter:
- R. c. coloradensis
- R. c. idahoensis